# ورای عشق
ورای عشق (ایتالیایی: Oltre l'amore) یک فیلم درام تاریخی به کارگردانی کارمینه گالونه است که در سال ۱۹۴۰ منتشر شد. این فیلم بر پایهٔ رمان کوتاه وانینا وانینی اثر استاندال ساخته شد.

## بازیگران
- آلیدا والی
- آمدئو ناتزاری
- کامیلو پیلوتو
- اسوالدو والنتی
- لامبرتو پیکاسو
- لاورو گاتزولو
- آمینا پیرانی ماجی
- امیلیو چیگولی
- رومولو کوستا
- کلاودیو ارملی
- اورسته فارس
- آگوستو مارکاچی
- ژرمن اوسی